# Jan Balabán
Jan Balabán (ur. 29 stycznia 1961 w Šumperku, zm. 23 kwietnia 2010 w Ostrawie) – czeski prozaik, publicysta i tłumacz.

## Życiorys
Od pierwszego roku życia mieszkał w Ostrawie. W latach 1980–1985 studiował filologię czeską i angielską na Uniwersytecie Palackiego w Ołomuńcu. Po studiach pracował jako tłumacz techniczny w ostrawskiej hucie Vítkovice Steel. Przełożył na czeski amerykańskiego autora fantasy i opowieści grozy: H.P. Lovecrafta i brytyjskiego filozofa Terry’ego Eagletona. W latach 2007–2010 regularnie pisał eseje do tygodnika Respekt.
Jan Balabán zmarł nagle z powodu kardiomiopatii.

## Twórczość
- Středověk (Średniowiecze), 1995 – opowiadania, wiersz
- Boží lano (Lina Boża), 1998 – opowiadania
- Prázdniny (Wakacje), 1998 – opowiadania, Afera, 2011, ISBN 978-83-932120-1-9, tłum. Julia Różewicz
- Černý beran (Czarny baran), 2000 – nowela
- Srdce draka (Serce smoka), 2001 – scenariusz komiksu
- Kudy šel anděl (Którędy szedł anioł), 2003 – powieść
- Možná že odcházíme (Możliwe, że odchodzimy), 2004 – opowiadania, Afera, 2011, ISBN 978-83-932120-1-9, tłum. Julia Różewicz
- Kudy šel anděl (Którędy szedł anioł), 2005 – powieść, 2. wydanie, przeredagowane
- Jsme tady – Příběh v deseti povídkách (Jesteśmy tu – historia w dziesięciu opowiadaniach), 2006 – opowiadania
- Bezruč?!, 2009 – sztuka teatralna
- Zeptej se táty (Zapytaj taty), 2010 – powieść
- Povídky (Opowiadania), 2010 – zbiór opowiadań
- Romány a novely (Powieści i nowele), 2011 – zbiór: Boží lano, Černý beran, Kudy šel anděl i Zeptej se táty
- Publicistika (Publicystyka), 2011 – zbiór artykułów, wywiadów i recenzji.

## Odznaczenia
Nagrodę Magnesia Litera w kategorii Proza otrzymał w roku 2005 zbiór opowiadań Możliwe, że odchodzimy a w roku 2011 w kategorii Książka Roku powieść Zapytaj taty.